# أحمد محمود الفخري
أحمد محمود الفخري (1280 هـ - 1345 هـ / 1863 - 1926م)، أديب شاعر، من أهل الموصل.
هو أحمد بن السيد محمود بن السيد محمد أمين الفخري. ولد في الموصل وتتلمذ على عبد الوهاب الجوادي واجيز منه بالتفسير والحديث ثم درس على والده محمود الفخري واجيز في البيان والعروض. عين قاضياً في الموصل عام 1918 م ووزيراً للعدلية في وزارة جعفر العسكري وعضواً في المجلس التأسيسي 1924 م حتى وفاته عام 1926.
له ديوان شعر مخطوط في حوزة «حسين قاسم الفخري»، وقد ذكر مير بصري أن شعره المتفرق جمعه الأديب السيد علي العلوي فبلغ 2420 بيتاً.